# Nahia Sillero
Nahia Sillero ( Bilbao, Vizcaya, 25 de septiembre de 2000 ) es una actriz y escritora española.  
Es conocida por participar en la serie de televisión de Irabazi Arte en la que interpreta el papel de Nora.  

## Biografía
Interpreta el papel de Nora en la serie Irabazi Arte creada por ETB 1. Lleva tres temporadas en esta serie de TV, pero aun así forma junto a Sua Enparantza el podcast Irabazi Arte. 
Antes de comenzar sus estudios profesionales en la Escuela Superior de Arte Dramático y Danza del País Vasco (Dantzerti), estuvo en una escuela de teatro de San Sebastián-Donostia. Tras finalizar la Licenciatura en Dantzerti en 2022 participó en la obra de teatro Animales Salvajes de María Goiricelaya, donde se denunciaban agresiones contra las mujeres. Ese mismo año, participó en el Festival del Teatro de Pabellón 6 de Bilbao en el micro-teatro El Amor Es Una Mesa de Tres Patas, donde fue actriz, dramaturga y directora.
En 2021 presentó el Festival Internacional de Cine de San Sebastián junto a sus compañeros en el teatro Victoria Eugenia la serie Irabazi Arte, desde entonces es miembro del Jurado Joven del Festival, trabajando para Tabakalera  entre otras cosas. En la edición 70 del Festival de Cine de San Sebastián, junto a Imanol Méndez, presentaron la Gala del Jurado Joven del Festival de Cine de San Sebastián en la categoría Premio Jurado Joven. 
En 2022 ganó el Premio Cima junto a Sua Enparantza, Ane Garmendia, Ainhoa Azpitarte y Ane Iturrate.
Junto a Sua Enparantza comenta y entrevistan a mujeres con reconocimiento en el ámbito deportivo; donde tanto ella y Sua lo trabajan de su personaje ficticio de Irabazi Arte. Este Podcast está disponible en Spotify, que cuenta con dos temporadas, ambas de gran éxito en el País Vasco. Entre las entrevistadas encontramos Irene Paredes, Klara Olazabal o Nerea Eizagirre.
Nahia publica su primer libro en 2023, en la cual, se adentra en la autoficción compartiendo su percepción sobre el amor y lo que ella ha vivido. Dentro de Lo que hablamos del amor encontramos una parte su vida gracias a la escritura y fotografía que se atreve a mostrar al mundo. 

## Filmografía

### Televisión
- 2021-2023, Irabazi Arte, dir. Javier García de Vicuña, ETB1
- 2023, Presentadora de la Gala del Jurado Joven en el Festival de Cine de San Sebastián 2023, SSIFF 70

### Teatro
- 2022, Animales Salvajes, dir. María Goiricelaya
- 2022, El amor es una mesa de tres patas, dir. Nahia Sillero

## Libros
- Lo que hablamos del amor : Su primer libro de autoficción.

## Premios
| Año  | Categoría            | Serie        | Resultado |
| ---- | -------------------- | ------------ | --------- |
| 2022 | Premio a la Igualdad | Irabazi Arte | Ganadoras |